# Solemyida
Die Solemyida sind eine Ordnung der Muscheln (Bivalvia), die zur Unterklasse Protobranchia innerhalb der Klasse der Muscheln gestellt wird. Die ältesten Vertreter dieser Gruppe sind seit dem Unteren Ordovizium bekannt.

## Charakteristika
Die Ordnung ist durch Gehäuse mit gleichen Klappen charakterisiert, deren Vorderende meist verlängert ist („inaequilateral“). Die Schale ist aragonitisch mit homogenen oder prismatischen, z. T. auch kreuzlamellaren Mikrostrukturen. Das Schloss ist taxodont, mit wenigen Zähnen oder komplett zahnlos. Das Ligament kann extern oder intern liegen. Die Schließmuskeln sind gleichförmig (isomyar) oder ungleichförmig (anisomyar).

## Lebensweise
Die Vertreter der Ordnung Solemyida haben eine besondere Lebensweise entwickelt. Sie leben überwiegend eingegraben im weichen Sediment und leben in Symbiose mit schwefel-oxidierenden Bakterien, von denen sie sich ernähren. Der Magen ist daher stark vereinfacht, die Kiemen vergrößert und die Siphonen sind weitgehend reduziert.

## Systematik
Die Ordnung enthält folgende Überfamilien und Familien:
- Manzanelloidea Chronic, 1952
  - Manzanellidae Chronic, 1952 †
  - Nucinellidae H. E. Vokes, 1956
- Solemyoidea Gray, 1840
  - Schotenmuscheln (Solemyidae Gray, 1840)
  - Clinopisthidae Pojeta, 1988 †
  - Ctenodontidae Wöhrmann, 1893 †
  - Ovatoconchidae Carter, 2011 †